# 가미노야마온센역
가미노야마온센역(일본어: かみのやま温泉駅, かみのやまおんせんえき 가미노야마온센에키[*])은 일본 야마가타현 가미노야마시에 있는 철도역으로 야마가타 신칸센과 오우 본선이 다닌다.

## 역 구조

### 승강장
| 1 | ■ 야마가타 신칸센 | (하행) | 야마가타・신조 방면                               |
| 1 | ■ 야마가타 선     | (하행) | 야마가타・신조 방면                               |
| 2 | ■ 야마가타 신칸센 | (상행) | 요네자와・후쿠시마・우쓰노미야・오미야・도쿄 방면 |
| 2 | ■ 야마가타 선     | (상행) | 아카유・요네자와 방면                             |
| 3 | ■ 야마가타 선     | (상행) | 아카유・요네자와 방면 (대피선)                    |
| 3 | ■ 야마가타 선     | (하행) | 야마가타・신조 방면 (대피선)                      |